# Plan Schumana

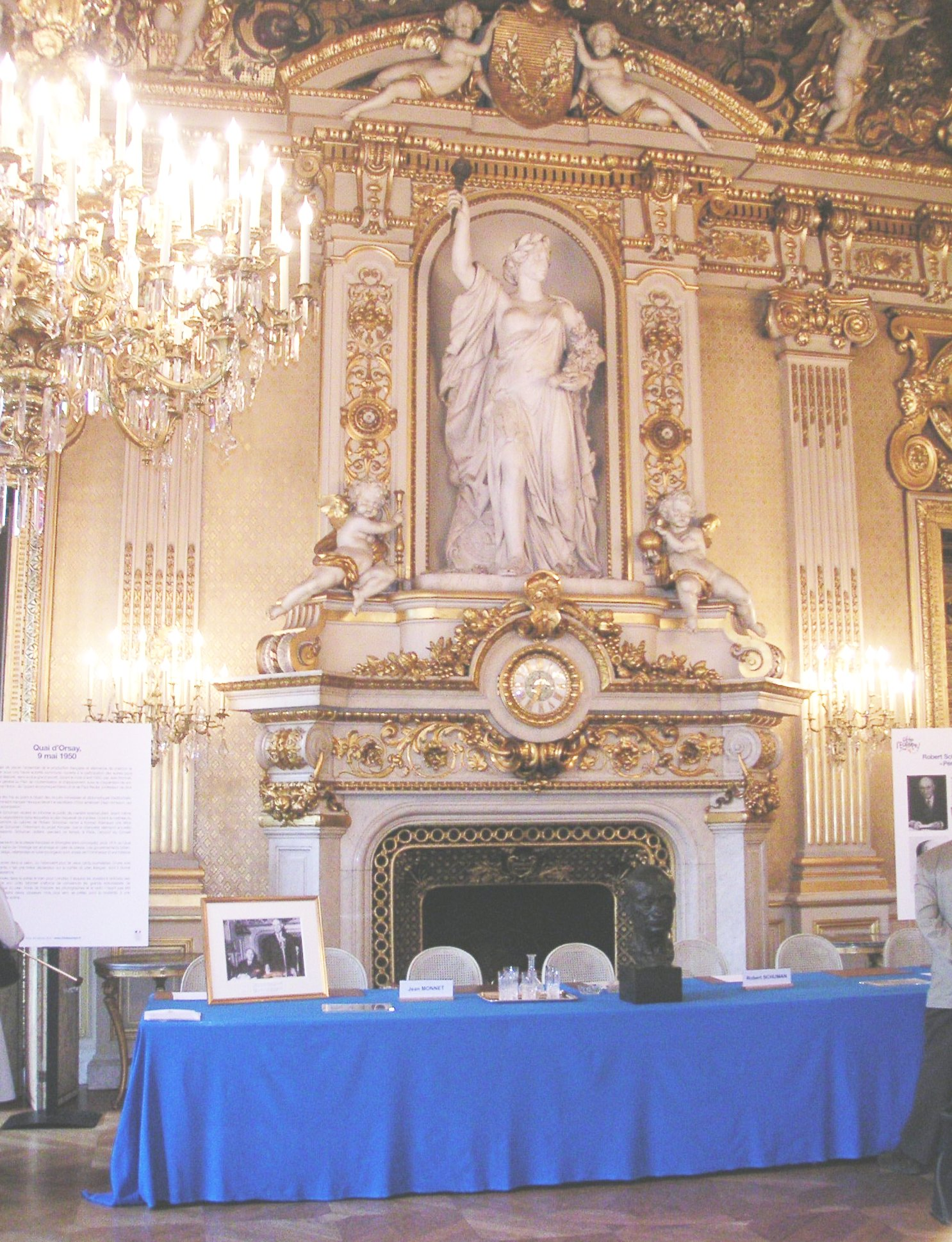
Sala Zegarowa pałacu przy Quai d’Orsay, w której o godzinie 16:00 9 maja 1950 r. ogłoszono publicznie plan Schumana.

Plan Schumana – plan przedstawiony 9 maja 1950 przez ministra spraw zagranicznych Francji Roberta Schumana we współpracy z Jeanem Monnetem dotyczący propozycji wspólnej koordynacji produkcji stali i wydobycia węgla w RFN i Francji.
Plan miał za zadanie ekonomicznie powiązać Francję i Niemcy. Dzięki koordynacji produkcji stali i wydobycia węgla można było kontrolować przemysł zbrojeniowy Zachodnich Niemiec i zarazem zintegrować go z innymi gospodarkami. Dzięki temu wojna stałaby się niemożliwa z przyczyn ekonomicznych. Plan miał również za zadanie podwyższyć stopę życiową społeczeństw.
Plan ten był zalążkiem europejskiej integracji i przyczynił się do stworzenia Europejskiej Wspólnoty Węgla i Stali. W 1957 r. 6 państw podpisało traktaty rzymskie, na mocy których powołano Europejską Wspólnotę Gospodarczą i Europejską Wspólnotę Energii Atomowej (Euratom).
Rocznica przedstawienia planu Schumana - 9 maja - obchodzony jest w krajach Unii Europejskiej jako Dzień Europy.